# Pán Könyvtár
A Pán Könyvtár Temesváron, 1920-26 között Brázay Emil szerkesztésében megjelent erotikus tematikájú könyvsorozat. Hét év alatt összesen 19 mű jelent meg benne. Eredeti művek ezek közül: Brázay Emil három novelláskötete (Lori, a vörös méreg (1920), Sörensen Dóra, a szeretőm (1920), Szerző! (1921), Fekete Tivadar Genovéva hercegnő bőre (1923), Berde Mária Rina kincse (1923); Forró Pál Szerelem című kötetei. A világirodalmat Knut Hamsun, Alfred Kerr, Klabund, Bernard Shaw, Alfred Polgar képviseli – a többi a korban divatos erotikus szerző, akik közül Hans von Kahlenberg Habkisasszonyához (Temesvár 1920) Bródy Sándor írt előszót. Fordítóik között Brázay Emil (8 mű), Angelbauer Loránd és Bardócz Árpád (1-1 mű) neve szerepel.
Említésre méltó érdekessége a sorozatnak Kóra-Korber Nándor 1923-ban, illetve Sajó Sándor 1926-ban kiadott Pán Opticum című karikatúrasorozata, Temesvár karikatúrákban alcímmel.